# I Want It All (album de Warren G)
Pour les articles homonymes, voir I Want It All.
Albums de Warren G
Take a Look Over Your Shoulder
(1997) The Return of the Regulator
(2001)
Singles
1. I Want It All
Sortie : 1999
2. Game Don't Wait
Sortie : 2000

I Want It All est le troisième album studio de Warren G, sorti le 12 octobre 1999. Contrairement à ses précédents albums, celui-ci contient davantage de featurings. De plus, Warren G se consacre plus sur la production et rappe un peu moins.
L'album s'est classé 4e au Top R&B/Hip-Hop Albums et 21e au Billboard 200 et a été certifié disque d'or par la Recording Industry Association of America (RIAA) le 17 novembre 1999.

## Liste des titres
| No  | Titre                                                                     | Contient un (des) sample(s) de          | Durée |
| --- | ------------------------------------------------------------------------- | --------------------------------------- | ----- |
| 1.  | Intro                                                                     |                                         | 0:37  |
| 2.  | Gangsta Love (featuring Kurupt, Nate Dogg et RBX)                         |                                         | 4:02  |
| 3.  | Why Oh Why (featuring Daz Dillinger et Kurupt)                            |                                         | 4:01  |
| 4.  | Dollars Make Sense (featuring Kurupt et Crucial Conflict)                 | Painted Picture des Commodores          | 4:31  |
| 5.  | I Want It All (featuring Mack 10)                                         | I Like It de DeBarge                    | 5:07  |
| 6.  | Havin' Things (featuring Jermaine Dupri et Nate Dogg)                     |                                         | 3:00  |
| 7.  | You Never Know (featuring Snoop Dogg, Phats Bossi et Reel Tight)          | Sweet Love des Commodores               | 3:44  |
| 8.  | My Momma (Ola Mae)                                                        | Valdez in the Country de Donny Hathaway | 4:33  |
| 9.  | G-Spot (featuring El DeBarge et Val Young)                                |                                         | 5:16  |
| 10. | We Got That (featuring Eve, Drag-On et Shadow)                            |                                         | 3:45  |
| 11. | Dope Beat                                                                 | Private World de Side Effect            | 3:19  |
| 12. | World Wide Ryders (featuring Neb Love et K-Bar)                           |                                         | 3:57  |
| 13. | Game Don't Wait (featuring Nate Dogg, Snoop Dogg et Xzibit)               |                                         | 4:15  |
| 14. | If We Give You a Chance (featuring Slick Rick, Phats Bossi et Val Young)  | Music Is My Sanctuary de Gary Bartz     | 4:13  |
| 15. | I Want It All (Remix) (featuring Memphis Bleek, Drag-On et Tikki Diamond) |                                         | 4:14  |
| 16. | Outro                                                                     |                                         | 1:32  |